# Allomyia dilatata
Allomyia dilatata là một loài Trichoptera trong họ Apataniidae. Chúng phân bố ở miền Cổ bắc.